# Kondratki
Kondratki – wieś w Polsce położona w województwie podlaskim, w powiecie białostockim, w gminie Michałowo.
W latach 1975–1998 miejscowość administracyjnie należała do województwa białostockiego.
W Kondratkach przekracza polsko-białoruską granicę gazociąg jamalski. W miejscowości w związku z tym znajduje się tłocznia i pomiarownia gazu, której zdolność przesyłowa wynosi 99 230 000 m³ na dobę (marzec 2013).
Wierni kościoła rzymskokatolickiego należą do parafii Przemienienia Pańskiego w Jałówce, a prawosławni do parafii Podwyższenia Krzyża Świętego w Jałówce.